# ロールス・ロイス・モーター・カーズ
ロールス・ロイス・モーター・カーズ（Rolls-Royce Motor Cars ）は、イギリスの高級自動車メーカーである。BMWが2003年にイギリスウェスト・サセックス州グッドウッドに同社を設立し、ヴィッカースからロールス・ロイスブランドを引き継いで、ロールス・ロイスを製造・販売している。

## 設立までの経緯
ロールス・ロイス（Rolls-Royce Limited ）は、1906年、イギリス北西部のマンチェスターに設立され、乗用車や航空機用エンジンを製作していたが、1971年に経営破綻し、国有化された。1973年、ロールス・ロイス社のうち自動車部門（ロールス・ロイス、およびベントレーブランドの乗用車の生産）のみが分離され、同国の工業メーカー、ヴィッカースに売却された。この再度民営化された会社がロールス・ロイス・モータース（Rolls-Royce Motors ）であり、1992年からはドイツのBMWとの提携し、同社からロールス・ロイス・シルヴァーセラフに搭載するV型12気筒エンジンやベントレー・アルナージに搭載するV8エンジンの供給を受けるなどしていた。
1998年、ヴィッカースはロールス・ロイス・モータースの売却を決定。売却先としてはそれまでの経緯からBMWが最有力とされた。同年4月、3億4,000万ポンドでBMWへの売却の成立が報じられたが、翌5月、同じくドイツのフォルクスワーゲンが4億3,000万ポンドの買収額を提示、同6月5日、同社による買収が決定した。
ところが、ロールス・ロイス（自動車部門）の売却時には、同じくロールス・ロイスを起源とする航空機用エンジンメーカーであるロールス・ロイス・ホールディングスが、ロールス・ロイスのブランドや企業ロゴマークなどの権利を保持する、との約定があった。その当時、ドイツに合弁会社BMW ロールス・ロイスを設立するなど、BMWとの合弁事業を行っていたロールス・ロイス・ホールディングスは、フォルクスワーゲンではなくBMWにそれらの権利を譲渡することを決定、ロールス・ロイスのブランドとロゴマークは、4,000万ポンドでヴィッカースからBMWに譲渡された。BMWとの航空機エンジンの合弁事業は、後にロールス・ロイス・ホールディングスの会社であるロールス・ロイス・ドイツになった。
結果としてロールス・ロイスの本社と工場等の固定資産、ロールス・ロイスの企業マスコットであるスピリット・オブ・エクスタシー、大型で縦格子の入ったフロントグリルの意匠権、さらにベントレーブランドはフォルクスワーゲンが所有する。一方で、ロールス・ロイスのブランドやロゴマークを使用できるのはBMWであるというねじれが生じ、両社ともに完全なロールス・ロイスの乗用車を生産、販売することができない状態となった。またBMWは12か月の猶予を持って、ロールス・ロイス/ベントレー向けエンジンの供給を停止することが可能であった。
ここでBMWとフォルクス・ワーゲンは以下のような合意に達した。1つは、1998年から2002年までBMWはフォルクスワーゲンによるロールス・ロイスのブランド使用を認めるとともに、BMW製エンジンの供給を続ける。もう1つは、2003年1月1日からロールス・ロイスを生産・販売する権利はBMWが所有するというものであった。
2003年1月、BMWはロールス・ロイスのブランドで乗用車を製造・販売することが可能となり、ロールス・ロイス・モーターカーズ社を、イギリス南部、ウェスト・サセックス州グッドウッドに設立した。この、かつての本拠地、マンチェスターとは異なる拠点が示すように、旧ロールス・ロイス・モータースが有していた生産設備、従業員、知的財産などの一切はフォルクスワーゲンが所有したままであり、BMWには移譲されていない。したがって、現在のロールス・ロイス・モーター・カーズは、ブランドと採用されている意匠こそロールス・ロイスの伝統を受け継いでいるが、実態はBMWによる全く新規の自動車会社となっている。

## 歴史
2003年から新開発車ファントムの生産・販売を開始した。2003年10月に発表された新型ファントムは、デザインモチーフを往年のシルヴァー・クラウドから採り、スピリット・オブ・エクスタシーを頂にしたパルテノン神殿風のラジエーターグリルを引き続き用いた。その後、ファントムシリーズの最大の市場はアメリカ合衆国であり、なかでもロサンゼルス地区での販売が突出した。次いでイギリス、中華人民共和国の順であった（2006年）。

## 車種一覧
2003年からファントムの生産に始まり、ファントム・エクステンディッド・ホイールベース、ファントム・ドロップヘッド・クーペ、ファントム・クーペの販売を行った。
2006年12月、イアン・ロバートソン会長兼CEOは、中華人民共和国が日本を追い越し、ロールス・ロイスにとってアジア最大の市場となったことを発表した。2009年のジュネーブ・モーターショーでコンセプトカーの200EXを公開し、後にロールス・ロイス・ゴーストの名が与えられた。

### モデル一覧
| エクステリア | シリーズ名                   | ボディ形状   | セグメント  | 概要                                                    |
| ------------ | ---------------------------- | ------------ | ----------- | ------------------------------------------------------- |
|              | ファントムVIII(Phantom VIII) | 4ドアセダン  | Fセグメント | 4ドアのセダン。現行モデルは2017年7月に発表された8代目。 |
|              | ゴースト(Ghost')             | 4ドアセダン  | Fセグメント | 4ドアのセダン。現行モデルは2020年4月に発表された2代目。 |
|              | カリナン(Cullinan)           | 5ドアSUV     | Fセグメント | ロールス・ロイス初のSUV。2018年に発売。                 |
|              | スペクター(Spectre)          | 2ドア クーペ | Fセグメント | ロールス・ロイス初のBEV。2022年発表。                   |

### 過去の車種
| エクステリア | シリーズ名                                                                                               | 販売時期      |
| ------------ | --- | ------------- |
|              | ファントムVII(Phantom VII) ファントムVII・クーペ ファントムVII・ドロップヘッド・クーペ ファントムVII EWB | 2003年-2017年 |
|              | ゴースト(Ghost) ゴースト・シリーズII ゴースト・シリーズII・ブラックバッジ                                | 2010年-2020年 |
|              | ドーン(Dawn) ドーン・ブラックバッジ                                                                      | 2015年-2023年 |
|              | レイス(Wraith) レイス・ブラックバッジ                                                                    | 2014年-2023年 |
|              | ボートテイル(Boat Tail)                                                                                  | 2021年        |
|              | スウェプテイル(Sweptail)                                                                                 | 2017年        |
|              | 100EX(100EX)                                                                                             | 2006年        |
|              | 101EX(101EX)                                                                                             | 2006年        |
|              | 102EX(102EX)                                                                                             | 2011年        |
|              | 103EX(103EX)                                                                                             | 2016年        |
|              | 200EX(200EX)                                                                                             | 2009年        |
|              | ハイペリオン(Hyperion)                                                                                   | 2008年        |
|              | Conquistador(Conquistador)                                                                               | 2008年        |
|              | Rolls-Royce Mini(Rolls-Royce Mini)                                                                       | 2009年        |

## 販売
1978年までに3357台販売された。
| 年度 | 販売台数 |
| ---- | -------- |
| 2005 | 796      |
| 2006 | 805      |
| 2007 | 1,010    |
| 2008 | 1,212    |
| 2009 | 1,002    |
| 2010 | 2,711    |
| 2011 | 3,538    |
| 2012 | 3,575    |
| 2013 | 3,630    |
| 2014 | 4,063    |
| 2015 | 3,785    |
| 2016 | 4,011    |
| 2017 | 3,438    |
| 2018 | 4,194    |
| 2019 | 5,100    |
| 2020 | 3,756    |
| 2021 | 5,586    |
| 2022 | 6,021    |
| 2023 | 6,032    |

## 日本における正規販売代理店
- コーンズ（東京）
  - CORNES 芝公園（ロールス・ロイス・モーター・カーズ東京ショールーム）
  - CORNES 本町（ロールス・ロイス大阪ショールーム）
  - CORNES 南港（ロールス・ロイス大阪サービスセンター、大阪中古車センター）
- ニコル・グループ（神奈川）
  - ロールス・ロイス・モーター・カーズ横浜（みなとみらいショールーム）
- バルコムモータース（広島）
  - ロールス・ロイス・モーター・カーズ広島
- NTPインポートHD（愛知。名古屋トヨペット）
  - ロールス・ロイス・モーター・カーズ名古屋
- バージョングループ（福岡）
  - ロールス・ロイス・モーター・カーズ福岡

日本の自動車検査証における車名は「ロールスロイス」（車名コード：943）であり、中黒が入らない。